# Pol (miasto w Hiszpanii)
Pol – miasto w Hiszpanii w środkowej we wschodniej Galicji w prowincji Lugo.